# Estadio Nacional de Tegucigalpa
Das Estadio Nacional de Tegucigalpa (auch bekannt als Estadio Tiburcio Carías Andino) ist ein Fußballstadion im Barrio Morazán der honduranischen Hauptstadt Tegucigalpa, Departamento Francisco Morazán. Es bietet Platz für rund 35.000 Zuschauer und ist die Heimspielstätte des CD Olimpia und des CD Motagua, den beiden erfolgreichsten Fußballvereinen des Landes, sowie den Lobos UPNFM (Universidad Pedagógica Nacional Francisco Morazán). Olimpia gewann 1972 und 1988 die CONCACAF Champions League. Das Stadion ist Eigentum der Stadt und wird von der Comisión Nacional Pro Instalaciones Deportivas (CONAPID) verwaltet.

## Geschichte
Die Anlage, oft auch Estadio Tiburcio Carías Andino nach dem ehemaligen Präsidenten von Honduras, Tiburcio Carías Andino, genannt, wurde 1948 während dessen Amtszeit erbaut. Am 15. März 1948 wurde sie mit einem Baseball-Match zwischen Honduras und Kuba eingeweiht. Kurze Zeit später wurde die Spielstätte für ein Vier-Nationen-Turnier der Nationalmannschaften von Honduras, Guatemala, Costa Rica und Panama genutzt. Bis heute fanden hier eine ganze Reihe mittelamerikanischer Fußballturniere statt, wie zum Beispiel der CONCACAF-Nations-Cup 1967, 1981, 1985 und 1989 oder die Leichtathletikwettbewerbe und Fußballspiele der Zentralamerikaspiele 1990. Im November 1981 wurde hier der CONCACAF-Nations-Cup, der auch als Qualifikation zur Fußball-Weltmeisterschaft 1982 in Spanien diente, ausgetragen. Honduras setzte sich gegen die Mannschaften von Haiti, Mexiko. Kuba und Kanada sowie den Rivalen aus El Salvador durch und sicherte die erstmalige Teilnahme an einer Fußballweltmeisterschaft. In Spanien scheiterte Honduras jedoch bereits nach der Vorrunde.
Bis zur Eröffnung des Estadio Olímpico Metropolitano 1997 in San Pedro Sula trug die honduranische Fußballnationalmannschaft ihre Heimspiele im Estadio Nacional aus.

### Massenpanik im Mai 2017
Am 28. Mai 2017 kam es vor dem Finale der Clausura in der Liga Nacional de Fútbol Profesional de Honduras zwischen dem CD Motagua und dem CD Honduras Progreso zu einer Massenpanik, bei der fünf Menschen starben und 25 weitere verletzt wurden.